# دهستان بیرک شرقی
دهستان بیرک شرقی، یکی از دهستان‌های بخش بیرک شهرستان مهرستان در استان سیستان و بلوچستان ایران است. مرکز این دهستان، روستای چد بالا است.

## جمعیت
بر پایه سرشماری عمومی نفوس و مسکن در سال ۱۳۹۵، جمعیت دهستان بیرک شرقی برابر با ۴٬۱۹۷ نفر بوده‌است.